# Jabaina
Jabaina, monotipski rod leptira iz porodice Lymantriidae, potporodica Lymantriinae. Jedini predstavnik je J. ania s otoka Madagaskara